# Trenes Especiales Argentinos

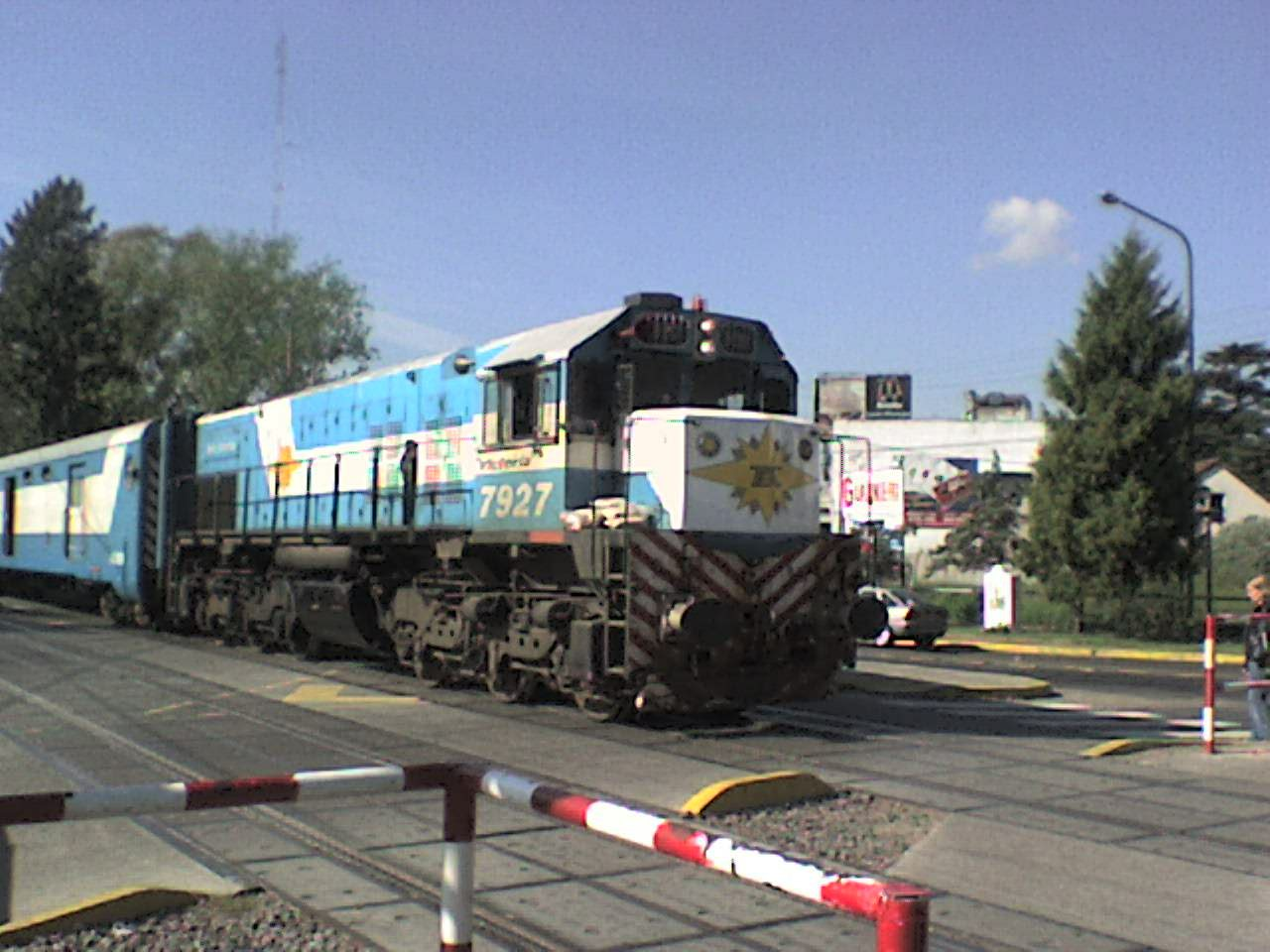
TEA-Zug im Bahnhof Rubén Darío, WÜ Avenida Julio A. Roca, Hurlingham

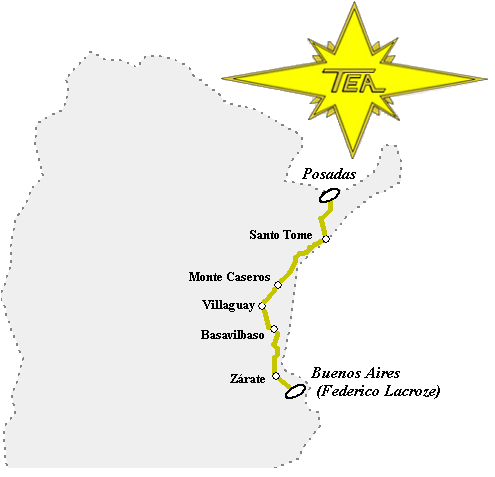
Karte der Zugverbindung El Gran Capitán (ausgewählte Bahnhöfe)

Trenes Especiales Argentinos S.A. (TEA) ist eine argentinische Eisenbahngesellschaft, die Fernverkehrszüge zwischen der argentinischen Hauptstadt Buenos Aires sowie der Provinzhauptstadt Posadas (Misiones) betrieb.
Nach der Privatisierung der staatlichen Eisenbahngesellschaft Ferrocarriles Argentinos Anfang der 1990er Jahre wurden 1993 nahezu alle argentinischen Fernverkehrsverbindungen auf der Schiene eingestellt. Auf der Ferrocarril General Urquiza betraf dies zahlreiche Verbindungen, unter anderem die damals sehr bekannte Verbindung El Gran Capitán (Buenos Aires–Posadas).
2003 führte die private Verkehrsgesellschaft Trenes Especiales Argentinos eine vergleichbare Verkehrsverbindung zwischen dem hauptstädtischen Bahnhof Federico Lacroze über Villaguay nach Posadas ein. Um an die traditionelle Verbindung anzuknüpfen, trug auch diese den Namen El Gran Capitán. Zweimal wöchentlich fuhr der Zug zwischen Buenos Aires und Posadas, der Fahrplan sah eine Fahrtdauer von 26 Stunden vor, die jedoch wegen des Oberbauzustandes häufig deutlich überschritten wurde. Angeboten wurden insgesamt vier Wagenklassen (Turista, Primera, Pullman und Dormitorio, Schlafwagen). Außerdem war das Verladen des eigenen Autos möglich. Der Betrieb wurde um 2012 wieder eingestellt. Inzwischen ist der Endabschnitt Rubén Darío – Zárate der Ferrocarril General Urquiza im Großraum Buenos Aires stillgelegt und an mehreren Stellen unterbrochen.